# Petromyzontiformes
Petromyzontiformes, red morskih i slatkovodnih životinja koji obuhvaća tri danas žive porodice paklara, to su Geotriidae, Mordaciidae i Petromyzontidae, kao i izumrlu fosilnu porodicu Mayomyzontidae.
Porodice paklara zajedno s fosilnim besčeljusnim srodnicima Galeaspida i Anapsida svrstani su od biologa J. Kiæra i E. Stensiöa u razred Cephalaspidomorphi koji su je prvi priznali 1920-te.